# Phalaenopsis bellina
Espèce
Synonymes
- Phalaenopsis violacea var. bellina Rchb.f.
- Phalaenopsis violacea var. murtoniana  Rchb.f.
- Phalaenopsis violacea var. bowringiana Rchb.f.
- Phalaenopsis violacea var. punctata Rchb.f.
- Phalaenopsis violacea var. borneo Rchb.f.
- Phalaenopsis bellina f. bowringiana (Rchb.f.) Christenson
- Phalaenopsis bellina f. murtoniana (Rchb.f.) Christenson
- Phalaenopsis bellina f. punctata (Rchb.f.) Christenson
- Phalaenopsis bellina f. alba Christenson

Phalaenopsis bellina est une orchidée endémique de Bornéo. C'est l'une des 75 espèces du genre Phalaenopsis et l'une des espèces les plus cultivées du genre.

## Distribution
Phalaenopsis bellina se retrouve dans certaines parties de Bornéo. Elle pousse dans la canopée où elle reçoit une lumière solaire abondante et connait des cycles humides et secs prononcés.

## Taxonomie
Phalaenopsis bellina a été à l'origine nommée P. violacea var. Bornéo. Elle a cependant été déplacée ensuite dans sa propre espèce en raison des différences d'habitat et de morphologie avec P. violacea. On distingue les sous-espèces coerulea, rubra, alba et murtoniana. La forme coerulea présente une pigmentation bleu-violet, par opposition à la coloration typiquement magenta de l'holotype. La forme rubra est magenta, mais il pourrait s'agir d'un hybride entre P. bellina et son espèce sœur P. violacea. La forme alba est dépourvue de toute pigmentation ; les fleurs apparaissent donc blanches, voire légèrement vertes. La forme murtoniana est jaune-orange et porte des taches rougeâtres aléatoires.

### Hybrides naturels
Phalaenopsis bellina l'une des espèces parentes de l'hybride naturel Phalaenopsis × singuliflora.

## Description

### Fleurs
Les fleurs sont en forme d'étoile et mesurent 5 à 6 cm de diamètre. Les pétales et sépales sont violet ou fuchsia à la base.

### Inflorescence
Les inflorescences émergent de l'aisselle des feuilles et sont disposées en alternance sur la tige principale. Au cours du développement, elles perforent régulièrement l'épiderme à la base des feuilles. Une seule inflorescence ne porte généralement que 2 ou 3 fleurs à la fois, mais de plus grands nombres de fleurs ont pu être observés. La plante fleurit du printemps à l'été ; une seule tige peut continuer à porter des fleurs pendant plusieurs années avant de se dessécher.

### Feuilles
Phalaenopsis bellina possède des feuilles épaisses et succulentes. Ces dernières sont ovales, vert clair à moyen et parfois ondulées.

### Racines
Les racines émergent généralement près de la base de la tige. La racine est composée d'une couche externe spongieuse appelée velamen. Cette dernière protège les cellules sous-jacentes des rayons UV et des dommages physiques et absorbe l'eau. Les racines croissent à leur extrémité, laquelle est de couleur vert clair jusqu'à ce que le velamen mûrisse et rende les racines plus anciennes vert grisâtre. Les racines sont épaisses et capables de retenir l'eau pendant de longues périodes de sécheresse. Des poils absorbants denses émergent du velamen et des extrémités des racines afin d'ancrer les plantes aux arbres hôtes ou aux montures.

## Hybridation
Phalaenopsis bellina est couramment utilisé dans l'hybridation de Phalaenopsis et est le parent d'au moins 30 hybrides primaires ainsi que de centaines d'hybrides complexes. Ses caractéristiques incluent ses pétales larges, son parfum et sa couleur saturée profonde.

## Culture
Phalaenopsis bellina préfère une lumière vive et filtrée, des températures chaudes et une bonne circulation de l'air. Il est essentiel que le milieu de culture sèche presque complètement entre les arrosages pour éviter la pourriture des racines. Il est recommandé d'utiliser de l'eau distillée ou osmosée si l'eau du réseau est dure, l'accumulation de minéraux pouvant rapidement bruler les racines. Les grands spécimens poussent rapidement et doivent donc être fertilisées régulièrement pendant la saison de croissance pour favoriser la croissance de nouvelles feuilles, racines et fleurs. La plante doit être rempotée lorsqu'elle devient trop grande pour son pot. Puisque P. bellina est épiphyte, elle préfère avoir une bonne circulation de l'air autour de ses racines. Il convient donc d'utiliser un support drainant et aéré, tel que l'écorce de pin, la fougère arborescente ou autres.